# Брюс Такмен
Брюс Вейн Такмен (24 листопада 1938 — 13 березня 2016) — американський дослідник-психолог, який займався дослідженнями теорії групової динаміки.  У 1965 він опублікував теорію, загальновідому як « Стадії розвитку груп за Такменом ».
Згідно з його теорією, є чотири стадії розвитку групи, а саме: формувальна, конфліктна, нормувальна, виконавча . У 1977 році він додав п'ятий етап під назвою «Закриття».
Такман також був відомий дослідженням прокрастинації студентів коледжу та розробкою шкали прокрастинації Такмана (1991).
Він працював професором педагогічної психології в Університеті штату Огайо, де він заснував та керував Навчальним центром Волтера Е. Денніса з місією надати студентам всі підоснови з стратегіями успіху в коледжі, які дозволили б їм вступити до коледжу, досягти успіху та завершити програми післясередньої освіти.
Щоб навчити студентів стратегіям досягнення успіху в коледжі, він був співавтором підручника «Стратегії навчання та мотивації: ваш путівник до успіху» разом з Деннісом А. Абрі й Деннісом Р. Смітом.

## Освіта
- Політехнічний інститут Ренсселера: у 1960 здобув ступінь бакалавра наук з психології. Народився в Сурреї.
- Принстонський університет: у 1962 році отримав ступінь магістра психології.
- Принстонський університет: у 1963 закінчив докторську дисертацію з психології.
- У 1991 році Такмен дослідив і розробив шкалу прокрастинації з 32 пунктів, яка вимірювала ступінь, до якої людина зволікала.
- Професор Такмен також був завзятим бігуном, що написав роман «Довга дорога до Бостона» (1998). [3]

## Зовнішні посилання
- Брюс В. Такмен
- DLC: директор-засновник